# Michael Burgholzer
Michael Burgholzer (* 14. Dezember 1963 in Linz) ist ein österreichischerAutor und ehemaliger IT-Dienstleister.
Zahlreiche Texte Burgholzers wurden in deutschsprachigen Literaturzeitschriften (Die Rampe, etcetera, Krautgarten, Landstrich, SALZ, DUM, Am Erker, Sterz) und Anthologien (Feldkircher Lyrikpreis) veröffentlicht.
Burgholzer lebt in Bürmoos nahe der Stadt Salzburg und ist Vorstandsmitglied der Salzburger Autorengruppe.

## Auszeichnungen
- 2009: Georg-Trakl-Preis für Lyrik – Förderungspreis
- 2010: Förderpreis des FLORIANA-Literaturpreises
- 2015: 1. Preis beim Lyrikwettbewerb des Verbandes katholischer Schriftsteller Österreichs

## Werke
- Meine Reise zu den Nashörnern Österreichs. Kurzprosa. Edition Art Science, Wien-St. Wolfgang, 2017, ISBN 978-3-902864-77-2.
- 108. Gedichte. Lyrik der Gegenwart 75. Edition Art Science, Wien-St. Wolfgang, 2018, ISBN 978-3-902864-82-6.
- Schnecken schlachten. Erzählungen und Kurzprosa, Edition AS, St. Wolfgang, 2023, ISBN 978-3-903335-27-1.